# 배중손
배중손(裵仲孫, ?~1271년)은 고려의 무장으로, 삼별초(三別抄)의 지도자였다.

## 생애

### 해도재천(海島再遷)
《고려사》 반역열전에 실린 배중손의 열전에 따르면 그는 원종 때에 여러 차례 승진하여 장군(將軍)에 이르렀다고 되어 있다.
원종 11년(1270년) 몽골과의 항쟁을 주도하던 무신정권의 마지막 지도자 임유무(林惟茂)가 5월 15일에 원종의 밀명을 받은 어사중승 홍문계(洪文系)와 삼별초 신의군의 장군 송송례(宋松禮), 송분(宋玢) 부자에 의해 척살되고 무신정권은 몰락했으며, 무신정권이 주도하던 몽골과의 항쟁도 막을 내렸다. 그러나 5월 23일 고려로 귀국한 원종은 앞서 몽골과 화의를 맺으면서 수락한 조건 가운데 하나였던 출륙환도를 다시금 추진하였고, 개경 환도 일정을 공시하는 원종의 시책에 삼별초는 반발하며 무단으로 강화도의 부고를 열어 저장된 물품들을 빼앗았다. 원종은 5월 25일에 상장군(上將軍) 정자여(鄭子璵)를 강화도로 들여보내 회유를 시도하고, 29일에 장군 김지저(金之氐)를 보내서 삼별초의 명부를 압수하고 삼별초의 해산을 공식 통보했다. 고려 왕실이 몽골과 결탁한 데 대한 고려 백성들과 삼별초의 반감이 삼별초 거병의 표면적인 원인이었지만 그것을 직접적으로 촉발시킨 것은 과거 무신정권의 군사적 기반이기도 했던 삼별초에 대한 고려 조정의 해산 시도 과정에서 삼별초의 명단이 몽골 조정에까지 넘어가게 되는 상황에 대한 반발이기도 하였다.
여름 6월 1일에 삼별초의 무장이었던 배중손은 야별초 지유(脂諭, 지휘관) 노영희(盧永禧) 등과 함께 봉기하고 사람을 시켜 나라 안에 "몽골군이 떼로 몰려와 인민을 살륙하고 있으니, 무릇 나라를 돕고자 하는 자는 구정으로 모이라"고 포고하였다. 이러한 포고에 구정으로 많은 사람들이 모였으나 반대로 강화도를 빠져나가 육지로 달아나는 이탈자들도 적지 않았으며 이들 가운데 배를 타고 강화도를 빠져나가려던 이들은 잘못해 물에 빠져 죽거나 삼별초의 추격군에 죽기도 하였으며, 이에 삼별초는 사람들의 출입을 막고, 강을 따라가면서 섬을 빠져나가려는 배를 향해 큰 소리로 "무릇 양반(兩班)으로써 배 안에 있으면서 내리지 않은 사람은 모두 목을 베겠다"고 통보했고, 듣는 사람들이 모두 두려워서 배에서 내렸으며, 듣지 않고 그대로 배를 띄워서 개경으로 가고자 하는 사람들은 작은 배를 타고 쫓아가서 활을 쏘았다고 한다.
삼별초 봉기 당시 강화도에 남아 있던 고려 조정의 신료들 가운데 참지정사(參知政事) 채정(蔡楨), 추밀원부사(樞密院副使) 김연(金鍊), 도병마녹사(都兵馬錄事) 강지소(康之邵)처럼 탈출에 성공한 사람도 있었으나, 장군 김지숙(金之淑)처럼 탈출 도중에 삼별초의 추격군에 따라잡혀 도로 끌려가거나, 장군 현문혁(玄文奕)의 경우 삼별초를 따르기를 거부하고 배를 타고 도망치던 와중에 삼별초의 추격을 당했고 끝내 붙잡혔다 아내는 자결하고 자신만 목숨을 건지기도 하는 등 육지부로 달아나려다 실패하고 삼별초에 잡히거나 살해당하는 사람도 있었다. 당시 개경으로 돌아온 원종에게 마중을 나가느라 백관들 가운데 처자를 강화도에 남겨놓고 홀로 나갔던 자들이 많았는데, 이들은 대부분이 삼별초에 잡혔고, 그 가운데 젊은 여자들은 강제로 겁탈당하고 억지로 삼별초 인사들의 아내가 되는 경우도 많았다(《고려사》). 삼별초는 아울러 금강고(金剛庫)의 무기를 꺼내 군졸들에게 지급해 무장을 갖춘 뒤, 저자의 행랑에 모여 고려의 왕족으로 몽골에 인질로 가 있던 영녕공 준의 형이었던 승화후 온을 왕으로 추대하고 대장군 유존혁(劉存奕)과 상서좌승 이신손(李信孫)을 좌우승선으로 삼았다. 한편 이들의 모의에 응하지 않았던 장군 이백기(李白起)는 몽골에서 온 회회인(아랍인)과 함께 살해되었고 삼별초에 의해 승선(承宣)으로 제수되었으나 이를 거부하고 아내 변씨와 함께 물에 뛰어든 직학(直學) 정문감(鄭文鑑)처럼 스스로 자결을 선택하는 사람도 있었다. 반대로 수사공(守司空)으로 치사(致仕)한 이보(李甫), 상장군 지계방(池桂芳), 대장군 강위보(姜渭輔), 대장군으로 치사한 송숙(宋肅), 소경(少卿) 임굉(任宏) 등 그대로 삼별초를 따라간 사람이나, 판태사국사(判太史局事) 안방열(安邦悅)처럼 자의로 삼별초를 따라 나선 사람도 있었다.
강화를 지키던 병사들 중 대부분이 도망쳐 육지부로 가버린 상태에서 강화도를 더 지키기는 어렵다고 판단한 삼별초는 6월 3일, 선박과 군함을 모으고 재물, 자녀들을 모조리 실어 강화도를 떠난다. 《고려사》에는 이때 삼별초 선단의 모습에 대해 구포(仇浦)에서 항파강(缸破江)까지 고물과 뱃머리가 서로 이어졌으며, 무려 1,000여 척이나 되었다고 한다. 또한 출항하면서 삼별초는 공사의 서적들을 모두 불태웠는데, 개경으로 출륙한 주인의 명으로 강화도에 있던 주인의 재산을 정리하러 온 노비들 가운데 삼별초를 따라 남쪽으로 간 사람도 있었던 것으로 보아 신분 해방을 꿈꾼 노비들 가운데 삼별초에 합류한 사람도 있었던 것으로 보인다. 남쪽으로 내려간 삼별초가 이끄는 배는 1천여 척이나 되었고 이숙진(李淑眞), 윤길보(尹吉甫) 등이 추격하자 부락산에서 군세를 과시해 도망가게 만들었으며, 이어서 고려의 김방경(金方慶)과 몽골의 송만호(宋萬戶) 등의 추격을 받아 영흥도(靈興島)에 정박했다가 송만호가 머뭇거리며 나서지 못하는 사이에 도망치는 데 성공하였다. 적의 수중에서 도망해 온 자가 남녀 노약자 1,000여 명이었는데, 송만호는 이들을 삼별초에 붙었던 무리로 간주해 모조리 포로로 잡아가버렸고, 고려 조정은 이후 몇 차례에 걸쳐 이들의 귀환을 요청하였으나 돌아오지 못한 자들이 많았다고 한다.
강화도를 떠난 삼별초 세력들은 서해안 요지를 공략하는 동시에 내부에서의 관직 임명을 실시하면서 남쪽으로 내려와 진도에 이르렀고, 8월 19일부터 진도에서 본격적인 행동을 펼치기 시작하였다. 진도에 입성한 삼별초는 용장사를 행궁으로 삼은 후 용장산성을 거점으로 육지부 연해 고을을 향해 황명을 빙자하며 전라도안찰사(全羅道按察使)에게 백성들의 추수를 독촉하고 섬으로 이주하게 하는 등 자신들이 고려의 유일한 정통 정부임을 주장하였다. 이때 삼별초는 서남해 연안의 각 도서는 물론 육지부의 나주(羅州) · 전주(全州)에까지 출병하여 고려 관군을 격파하고 위세를 떨쳤으며, 주현(州縣)에 격문을 보내고 민이 모두 진도에 호응할 것과 "별초를 가둔 자는 죄를 줄 것이다."라고 호령해, 금주(金州, 김해)의 수령(守令) 이주(李柱)가 무서워 싸우지도 않고 도망가는 등 경상도 연안과 육지부에까지 미치고 있었다. 11월에는 이문경(李文京)이 이끄는 삼별초 군사들이 고려 관군인 영암부사(靈巖副使) 김수(金須)와 장군 고여림(高汝霖)이 지키고 있던 제주도(濟州道)까지 점령하였다. 고려 조정은 제주가 함락된 바로 다음 달인 윤11월에 만호 고을마(高乙麻)를 시켜 군사 2백 명으로 남쪽에서 삼별초를 막게 하고, 12월에는 몽골에서 조서를 가지고 온 반행적사 두원외(杜員外)를 원외랑 박천주(朴天澍)를 시켜서 호송하게 하여 삼별초에게 보내며 그들을 달래려 했다.

### 육지부 공략
고려 조정의 진도에 대한 최초 공격은 원종 11년(1270년) 9월에 장군 양동무(楊東茂) · 고여림에 의해 시도되었으나, 오히려 삼별초는 장흥부(長興府)로 들어가서 경군 20여 명을 죽이고 도령(都領) 윤만장(尹萬藏)을 사로잡았으며 재물과 곡식을 약탈하였다. 그 무렵 삼별초는 육지부 나주 공략에 나서고 있었는데, 세력이 매우 성하여 주군에서는 삼별초의 기세를 보고 맞이하며 항복하거나, 혹은 진도에 가서 알현하는 사람도 있었다. 고려의 참지정사로 나주를 지키고 있던 전라도토적사(全羅道討賊使) 신사전(申思佺)과 전주부사(全州副使) 이빈(李彬)도 삼별초가 육지부로 상륙하였다는 소식에 성을 버리고 개경으로 달아났으며 나주부사(羅州副使) 박부(朴琈)는 삼별초 앞에서 눈치만 보며 어쩔 줄을 몰라 곤란해하기만 했으며, 심지어 나주에서는 전주와 함께 삼별초에 항복하자는 목소리도 있었다. 이때 상장군 정지려(鄭之呂)와 나주사록(羅州司錄) 김응덕(金應德)이 항전을 주장하며 금성산으로 들어가 주변 고을에 참전을 독려하는 공문을 띄웠다. 한편 고려 조정에서 파견한 신임 전라도추토사 김방경은 몽골군 원수 아카이(阿海)와 함께 1천 병사를 거느리고 내려오던 와중에 전주와 나주에서의 소식을 듣고 홀로 말을 타고 남쪽으로 내려가 전주에 "며칠 안에 1만 군사를 거느리고 들어 갈테니 군량을 준비하고 대기하라"는 명을 내렸고, 김방경의 첩문이 나주에까지 전해지자 삼별초는 포위를 풀고 물러났다고 한다.
김방경은 해남의 삼견원(三堅院)에 진을 치고 진도의 삼별초에 대한 공세를 개시해, 삼견원과 벽파정 사이 울돌목 일대에서 삼별초 수군과 대치하였다. 서로 대치하는 와중에 반남현(潘南縣) 사람 홍찬(洪贊)과 홍기(洪機)에 의해 "김방경이 공유(孔愉) 등과 함께 몰래 적과 서로 내통하고 있다"는 참소가 있어 김방경은 개경으로 올라가 이들과 함께 몽골의 다루가치 앞에서 대질심문을 받았고, 무고임이 확인되어 진도에 복귀했을 때는 몽골군 원수 아카이 등이 지휘하던 군사들은 삼별초의 기세에 눌려 나주로 물러나려고 하고 있었다. 《고려사》는 당시 삼별초 수군의 모습에 대해 "약탈한 함선에 모두 괴수(怪獸)를 그렸는데, 바다를 덮고 물에 비치며 움직이고 바뀌는 것이 나는 것 같아 기세를 당할 수가 없었다. 매번 싸울 때 적군은 먼저 북을 쳐 시끄럽게 하면서 돌진하곤 하였"(於所掠船艦, 皆畫怪獸, 蔽江照水, 動轉如飛, 勢不能當. 每戰, 賊軍先鼓譟突進)으며, "모두 배를 타고 기치를 성대하게 벌리고는 징과 북을 쳐 바다가 울릴 지경이었다. 또 성 위에서도 북을 치고 크게 소리를 질러 함성과 기세를 돋우고 있었"(皆乘船, 盛張旗幟, 鉦鼓沸海. 又於城上, 鼓譟大呼, 以助聲勢)다고 묘사하고 있다.
이에 김방경은 12월 22일 자신이 홀로 군사를 이끌고 진도를 공격했다가 삼별초 수군의 역습을 당했고, 대부분의 군사들이 모두 퇴각하는 와중에 김방경은 "오늘이 결판의 날이로구나"라며 적중에 돌진해 필사적으로 저항하였으나 적에게 포위되어 화살도 돌도 다 떨어지고 대부분이 화살에 맞아 부상을 입고 진도 해안까지 쫓겨왔고, 삼별초 수군의 병사들이 김방경이 탄 배에까지 뛰어들어 김방경을 직접 공격하는 지경까지 이르렀다. 김방경의 위급함을 본 김천록(金天祿) 등 창병들이 고함을 치며 다시 삼별초군에 맞서 싸웠고, 그 사이 장군 양동무가 몽충으로 삼별초 선단에 돌진해 포위를 뚫고 김방경을 구원하는데 성공하였다. 이에 삼별초 수군은 퇴각하였다.
한편 이듬해인 원종 12년(1271년) 1월 6일에 몽골의 사신 두원외를 수행하여 진도로 온 고려의 원외랑 박천주(朴天澍)가 삼별초를 회유하였지만, 삼별초측은 벽파정에서 두원외를 맞이하는 척하면서 병선 20척을 보내 몰래 고려군을 쳐서 배 한 척을 뺏고 고려 군사 90명을 죽였으며, 22일에 박천주가 돌아갈 때는 고려 원종의 국서에 대해서는 "명령을 따르겠다"고 하면서도 쿠빌라이 칸의 조서에 대해서는 "이 조서는 우리에게 보낸 것이 아니니 받을 수 없다"고 회답했고, 박천주와 함께 왔던 반행적사 두원외를 억류했다. 2월에는 다시 장흥부 조양현(兆陽縣)을 쳐서 전함을 불태우고 방어도령(防禦都領) 진정(陳井)의 군사를 격파했으며, 3월 9일에는 합포현(合浦縣)을 쳐서 감무(監務)를 사로잡고, 21일에는 동래군(東萊郡)을 공격하였다.
삼별초군이 진도를 거점으로 삼은 것은 진도가 서남부 연안과 중앙을 연결하는 해로상의 요지로 육지와 도서를 연결하는 교차점이며 남해와 서해의 조운로가 만나는 지점이기도 하였기에, 남부 서남해 연안 지역으로부터의 세금을 확보할 수 있는 결정적 거점이었고, 과거 최씨 정권의 집권자였던 최항이 집권 이전에 진도의 사찰에서 활동했던 경력도 있는 등 무인정권의 중요한 기반 가운데 하나였다. 진도 삼별초의 공세가 이어지던 원종 11년(1270년)에서 12년(1271년)은 몽골이 한창 일본원정을 준비하면서 고려에 몽골 사신이 일본으로 가는 길을 안내할 것, 원정군의 양식을 고려에서 지급할 것, 고려 땅에 설치할 몽골의 둔전 경영에 필요한 소와 곡식 종자를 고려에서 제공할 것 등을 요구하고 있었고, 고려에서는 앞서 비축해 두었던 것은 육지부로 나오면서 삼별초에 다 빼앗겼고 그나마 남은 것도 지금 주둔하는 몽골군에게 대고 있는 데다 삼별초가 바닷가를 약탈하면서 조운이 제대로 되기 어렵다는 점을 강조하고 있다. 한편으로 앞서 몽골로 잡혀간 고려 백성들을 돌려줄 것을 요청하면서 원종 자신이 직접 입조해 이를 호소할 계획을 세웠다.
그러나 그 해 1월에 밀성군에서 진도의 삼별초에 호응하려다 발각되어 실패하는 사건이 있는가 하면, 개경에서도 관노 숭겸(崇謙) · 공덕(功德) 등이 무리를 모아 몽골의 다루가치와 고려인 관리를 죽이고 진도로 투항하고자 하다가 발각되고 2월 7일에도 착량(손돌목)을 지키던 몽골군이 대부도에서 주민들을 약탈하다가 마침 개경에서 숭겸 · 공덕 등의 모반 소식을 들은 당성(唐城) 사람 홍택(洪澤) · 홍균비(洪均庇) 등 대부도 주민이 몽골인 6명을 죽이고 반란을 일으켰다가 수주부사(水州副使) 안열(安悅)에게 진압되기도 했다. 숭겸 · 공덕의 모반은 2월 5일에 몽골에 도착한 고려의 상장군 정자여에 의해 쿠빌라이 칸에게 보고되었고, 쿠빌라이 칸은 이에 고려측의 모든 건의를 거절하고 원종의 입조도 거절하였다.
한편 《고려사》 및 《원사》(元史)에는 3월과 4월에 배중손이 직접 원의 군사령관 훈둔(忻都)과 교섭을 시도하였으며, 원의 중서성을 통해 원에 "모든 군대가 퇴각한 후에야 내부(內附)하겠다고 하였는데 훈둔이 그 요청을 들어주지 않으니, 이제 전라도를 얻어 거주하면서 원 조정에 직속되기를 원한다."는 뜻을 전하였으나, 쿠빌라이 칸은 배중손이 거짓말로 시간을 끌어보려는 것뿐이라며 일축하였다고 한다. 4월에도 원의 둔전경략사로 고려에 주둔하고 있던 힌두를 향해 "할 말이 없으니 원수께서 섬을 방문해달라"고 요청하였으나 훈둔이 "황명도 없이 함부로 섬에 들를 수 없다"고 거절하였다. 이는 과거 박천주와 함께 왔던 몽골의 사신 두원외를 억류했던 강경한 입장에서 한 발 물러난 것이었다. 한편 4월 8일에 삼별초는 다시 고려의 금주(金州)를 쳐서 산성을 불태우고 노략질하고 돌아갔고, 다음날 훈둔은 몽골 조정에 "반신 배중손이 사명을 지체시키면서 지세의 험함을 믿고 복속하지 않으니, 간청하건대 쿠룸시(忽林赤), 왕국창(王國昌)과 함께 길을 나누어 가서 치고자 합니다."라고 아뢰었다.
4월 19일, 몽골에서 영녕공 준의 아들 광화후 희(光化侯 熙), 신안후 옹(信安侯 雍) 두 사람이 4백 명의 군사를 거느리고 진도를 치러 왔고, 21일에 몽골은 고려 조정에 더위와 장마가 오기 전에 몽골 병사들이 고려에 도착하기 힘들 것 같다는 이유로 고려 조정에서 먼저 6천 명의 군사와 140척의 전함을 징발해 삼별초 공격에 투입할 것을 요구하였다.

### 진도 삼별초의 최후
5월 1일에 몽골의 훈둔과 홍다구, 고려의 김방경 등이 이끄는 여몽연합군이 진도를 공격했다. 삼별초는 진도의 북쪽 절벽에 함선을 포열해 놓고 있었는데, 몽골의 경략사 사추가 더위 때문에 바다가 습하고 활이 느슨해진다는 이유로 전군을 셋으로 나누어 깃발을 많이 내걸어 병사로 위장하고 자신은 군을 지휘해 진도로 가면서 몽골 본국에 화창, 화포 등의 화약 무기를 요청했다. 당시의 여몽연합군의 수는 훗날 제주도에 투입된 병력이 몽골군 6천 명에 고려군 6천으로 도합 1만 2천이었던 점에 비추어 큰 차이가 없을 것으로 생각되고 있다. 《고려사》에 따르면 5월 10일에 고려 조정은 장군 변량(邊亮) · 이수심(李守深) 등을 보내어 주사(舟師, 수군) 300명을 거느리고 진도의 적(賊)을 토벌하게 하였는데, 4품 이상의 관인들에게 가노(家奴) 1구씩을 내놓게 해서 수수(水手, 선원)로 충당하였다고 적고 있다.
공격 루트는 세 방향이었는데, 《고려사》 김방경열전에 따르면 다음과 같다.
- 중군 : 고려의 김방경, 몽골의 훈둔, 벽파정 공격
- 좌군 : 영녕공의 아들인 광화후 희(光化侯 熙), 신안후 옹(信安侯 雍) 및 홍다구, 장항(獐項) 공격
- 우군 : 대장군 김석(金錫)과 만호 고을마, 진도 동쪽 방면 공격

삼별초는 진도의 관문인 벽파진에서 중군을 막는 데 주력했지만, 삼별초가 중군을 방어하는 동안 홍다구가 이끄는 좌군이 삼별초 본진으로 들어가는 데 성공, 불을 지르며 협공하였다. 삼별초는 대열이 무너져서 공격 방향을 우군으로 돌렸는데, 우군이 놀라서 중군으로 합류하려는 것을 다시 배 두 척을 빼앗고 그들을 죽였다. 그러나 여몽연합군의 분격에 삼별초는 처자를 버리고 달아났고, 진도는 함락되었다. 《고려사》에 따르면 고려 원종 12년 5월 15일 정축(양력 1271년 6월 23일)의 일이었다.
삼별초에 의해 왕으로 추대되었던 승화후 온은 홍다구에게 살해되었고, 배중손도 이때 전사한 것으로 보인다. 배중손이 죽음을 맞은 곳에 대해서는 남도석성으로 비정되고 있으나, 남도석성이 조선 초에 축성되었고 남도석성이 위치한 남도포진이 설치된 것은 조선 세종 20년(1438년)의 일인 데다 성 안에서 고려 시대 구조물의 흔적이 확인되지 않고 있느니만큼 이를 뒷받침할 근거가 있는 것은 아니다.
무너지는 적을 추격해 여몽연합군은 남녀 1만 명과 전함 수십 척을 노획하고 진도에서 쌀 4천 섬과 재화, 보물, 병장기를 얻어 수도로 보내고 양민은 생업으로 돌려보냈다고 한다. 진도로 함께 내려갔던 이들 가운데 이보, 지계방, 강위보, 김지숙, 송숙, 임굉 등은 고려 조정으로 복귀하였으나, 안방열은 김방경을 찾아가려다 병사들에게 타살당하였다. 진도에 있다가 포로로 잡힌 자들 가운데는 강화도에서 끌려온 사람들도 있었고, 진도에서 살던 주민들도 있었는데, 몽골군은 닥치는 대로 포로로 취급해 잡아갔고 진도는 거의 빈 섬이 되어, 고려 조정에서는 이후 충렬왕 19년(1293년)까지 몇 차례에 걸쳐 이들의 송환을 요청하였다.
이후 김통정, 유존혁 등 삼별초 잔여군은 제주도로 달아나 마지막 항쟁을 벌이다가 1273년 평정되었다.

## 배중손의 가계에 대하여
배중손의 가계에 대해서는 기록이 없어서 알 수 없는데, 《고려사절요》(高麗史節要) 충렬왕 2년(1276년) 8월조에 도병마사(都兵馬使)에서 상주(尙州) · 청주(淸州) · 해양(海陽)은 진도 적괴(珍島賊魁, 삼별초)들의 고향이므로 호(號)를 강등시키고 적을 따라 탐라로 들어갔던 자들에 대해서도 금고할 것을 요청하였던 기록에서 진도 삼별초 정권의 지도부가 대략 이 지역 출신이었음을 짐작할 수 있고, 윤용혁은 청주가 무신정권의 집정자였던 임연의 고향인 진천, 김준(金俊)이 광주(해양)가 외향(外鄕)임에서 서로 연관성이 확인되는 점을 생각하면 배중손은 경상도 상주 지역과 연고가 있을 수 있다고, 이와 함께 상주 인근 토성(土姓)으로 배씨가 포함되어 있음을 들어 배중손이 상주 방면 출신일 가능성도 있음을 조심스럽게 추측하였다(또한 《세종실록지리지》에 진도 임회 지역의 성씨로 배씨가 포함되어 있음을 들어 진도 출신일 것이라는 의견도 비쳤다.).

## 배중손이 등장하는 작품
소설
- 백송하, 《삼별초》 1962년, 합동출판사
- 유현종, 《삼별초》(전2권) 1982년, 동아일보사 ; 《무인시대와 삼별초》(전3권) 2003년, 대산출판사
- 김정한, 《삼별초》1994년, 시와 사회사
- 곽의진, 《전사의 길 - 장군 배중손》 2013년, 북치는마을
- 김남중, 《첩자가 된 아이》2012, 푸른숲주니어

만화(웹툰)
- 배민기 《쌈닭》
- 형민우 《삼별초》

## 같이 보기
- 삼별초
- 삼별초의 난
- 승화후
- 최우
- 김준
- 우천석
- 서균한